# Future GPX Cyber Formula
Future GPX Cyber Formula (яп. 新世紀GPXサイバーフォーミュラ Фю:тя: Гурампури Сайба: Фо:мюра, Гран-при Нового века Киберформула) — аниме-сериал, произведённый кинокомпанией Sunrise. Впервые демонстрировался в Японии с 15 марта по 20 декабря 1991 года на телеканале Nippon Television.
Аниме повествует об автомобильных гонках будущего, где гоночные автомобили оснащены компьютерными системами навигации — «Киберсистемами».

## Сюжет
В будущем специальные оснащённые искусственным интеллектом компьютеры — «Киберсистемы» — будут использоваться в автогонках. Они будут помогать гонщикам улучшать свои способности и уменьшат вероятность аварий. Одной из этих систем является «Асурада» — сверхмощный компьютер, разработанный корпорацией «Суго́». «Асурада» является целью Смита, стремящегося использовать её в качестве военного оружия. Поскольку система предназначена для гонок, «Суго» ставит «Асураду» в автомобиль модели GSX и отправляет её в отборочный раунд Гран-при «Киберформула» в Фудзиоке, однако на пути к месту назначения машина подвергается атаке.
История сосредотачивается на 14-летнем парнишке по имени Хаято Кадзами — сыне разработчика автомобиля, который активирует «Асурада GSX», чтобы убежать от людей Смита. Однако по причине, что машина заблокировала водительские данные Хаято, ему приходится стать пилотом команды «Суго». В 1-м отборочном раунде он соперничает с пилотом команды «Аой» Наоки Синдзё и финиширует третьим. Во 2-м отборочном раунде Хаято знакомится с пилотом команды «Альбатрос DDT» Дзёдзи Отомо, и они становятся хорошими приятелями. Во время ночных тренировок на Хаято нападают люди Смита. Во время гонки у «Асурады» взрывается шина, и Хаято едва завершает гонку третьим.
Хаято проходит в финальный 10-й раунд Кибер Гран-при в основном благодаря возможностям «Асурады» и удаче. Эти обстоятельства делают парня самоуверенным. В первом заезде он совершает фальстарт и получает 60-секундный штрафной. Хаято загоняет «Асураду» слишком далеко и выбывает из игры. Он понимает, что ещё недостаточно опытен. Хаято какое-то время опечален, но отходит, обретя много друзей и завоевав 4-е место во 2-м заезде.
В 3-м заезде один из гонщиков, Найт Шумахер, разбил свой автомобиль, пытаясь защитить «Асураду» от напавшей на неё машины «Миссионель» с Эдели Бутсворцом за рулём. После того как Смит был убит, Найт Шумахер признаётся, что он — Осаму Суго, брат Асуки, а Хаято узнаёт, что его отец тоже погиб.
Будучи шокированным от известия о гибели своего отца, Хаято теряет управление на отборочном туре 4-го заезда, активируя ускорение в опасном месте, вследствие чего «Асурада GSX» попадает в аварию. Вскоре команда уезжает в Англию, чтобы найти последний подарок отца: новую машину под названием «Супер-Асурада SA-01». Успешно вскрыв код «Асурады», Хаято устанавливает компьютер в машину и готовится к следующему Гран-при.
Однако во время 5-го заезда у «Супер-Асурады» появляется проблема: машина не может менять режимы и может взорваться, если будет ехать больше определённого времени. Но Хаято и «Асурада» доверяют друг другу, они безопасно завершают гонку на 1-м месте. Синдзё пытается оторваться от Хаято, но двигатель его машины взрывается прямо перед финишем.
Среди гонщиков появляется Карл Лихтер фон Рандолль, дворянин и гений автоспорта. Он влюбляется в Асуку и бросает вызов Хаято. Рандолль принимает участие в 6-м заезде Кибер Гран-при и завоёвывает 1-е место. Синдзё, несмотря на то что у него была новая машина, проигрывает гонку.
На 7-м заезде неожиданно появляется друг Хаято Блид Кага. Он участвует в заезде от имени команды «Аой», в то время как сам Синдзё вынужден участвовать в гонке от имени другой команды. Хотя Синдзё вступил в новую команду, он почти выигрывает заезд. Но из-за того, что Наоки чрезмерно жал на газ, его машина останавливается прямо перед финишной чертой. Синдзё сам доталкивает машину до финиша и пересекает её пятым.
8-й заезд был, в основном, поединком между Хаято и Рандоллем. В конце концов Хаято побеждает, столкнув Рандолля в море.
Во время 9-го заезда Хаято начинает терять веру в «Асураду». Во время заезда он и Отомо попадают в аварию, из-за чего Дзёдзи выбывает из Гран-при. В сердцах Хаято пытается уничтожить «Асураду», но «Асурада» и товарищи Хаято по команде приводят его в чувство.
Поскольку «Супер-Асурада» была сильно повреждена, команда «Суго» решает, что, пока машина в ремонте, будет использоваться старая модель GSX. Хаято меняет машину в середине заезда и догоняет Синдзё и Рандолля. После напряжённой гонки Хаято выигрывает Гран-при.

## Персонажи

### Главные персонажи
- Хаято Кадзами (яп. 風見 ハヤト Кадзами Хаято)

Роль озвучивает Дзюнъити Канэмару
- Асука Суго (яп. 菅生 あすか Суго: Асука)

Роль озвучивает Котоно Мицуиси
- Асурада (яп. アスラーダ Асура:да)

Роль озвучивает Кэнъити Оно
- Наоки Синдзё (яп. 新条 直輝 Синдзё Наоки)

Роль озвучивает Хикару Мидорикава
- Блид Кага (яп. ブリード 加賀 Бури:до Кага)

Роль озвучивает Тосихико Сэки
- Карл Лихтер фон Рандолль (яп. カール・リヒター・フォン・ランドル Ка:ру Рихита: Фон Рандору, нем. Karl Lichter von Randoll)

Роль озвучивает Ёко Мацуока
- Осаму Суго (яп. 菅生 修 Суго: Осаму)

Роль озвучивает Сё Хаями

## Медиа-издания

### Аниме
Первоначально задуманный сценаристом Хироюки Хосиямой и срежиссированный Мицуо Фукудой аниме-сериал Future GPX Cyber Formula транслировался на Nippon Television c 15 марта по 20 декабря 1991 года. Затем сериал транслировался на Филиппинах компанией GMA на Hero TV. В 2003 году сериал был выпущен на английском языке компанией Bandai.
| №  | Название                                                                                 | Режиссёр          | Сценарист(ы)     | Премьера в Японии |
| -- | ---------------------------------------------------------------------------------------- | ----------------- | ---------------- | ----------------- |
| 1  | День, решивший мою судьбу «Уммэй о кимэта хи» (運命を決めた日)                           | Сатоси Нисимура   | Хироюки Хосияма  | 15.03.1991        |
| 2  | Рождение самого молодого гонщика «Сайнэнсё: рэ:са: тандзё:» (最年少レーサー誕生)         | Михиро Ямагути    | Хироюки Хосияма  | 22.03.1991        |
| 3  | Жги! Хаято «Моэро! Хаято» (燃えろ! ハヤト)                                               | Ёситака Фудзимото | Цунэхиса Ито     | 29.03.1991        |
| 4  | Финальный заезд Фудзиокского Гран-при «Фудзиока Гурампури кэссё:» (富士岡グランプリ決勝) | Дзёхэй Мацуура    | Митиру Симада    | 05.04.1991        |
| 5  | Курс на Всеяпонское Гран-при «Мэдзасэ! Дзэннихон Гурампури» (目指せ!全日本グランプリ)    | Такэси Асидзава   | Тосиро Ояма      | 12.04.1991        |
| 6  | Дитя природы с Хоккайдо «Хоккайдо: но сидзэндзи» (北海道の自然児)                        | Сатоси Нисимура   | Ёсимаса Такахаси | 19.04.1991        |
| 7  | Лицензия в мир «Сэкай э но райсэнсу» (世界へのライセンス)                                | Ёситака Фудзимото | Хироюки Хосияма  | 26.04.1991        |
| 8  | Дождливый финал в Нисеко «Амэ но Нисэко кэссэн» (雨のニセコ決勝)                         | Ютака Такэда      | Цунэхиса Ито     | 10.05.1991        |
| 9  | Бурный выезд «Араси но табидати» (嵐の旅立ち)                                            | Дзёхэй Мацуура    | Тосиро Ояма      | 17.05.1991        |
| 10 | Открытие Мирового Гран-при «Ва:рудо Гурампури кайсай» (ワールドグランプリ開催)           | Такэси Асидзава   | Хироюки Хосияма  | 24.05.1991        |
| 11 | Финал 1-й гонки в Америке «Амэрика дайиссэн кэссё:» (アメリカ第1戦決勝)                  | —                 | Ёсимаса Такахаси | 31.05.1991        |
| 12 | Славный гонщик «Эйко: но рэ:са:» (栄光のレーサー)                                        | Кадзуки Аканэ     | Митиру Симада    | 07.06.1991        |
| 13 | Заезд на выживание «Сабайбару Рэ:су» (サバイバルレース)                                  | Ёситака Фудзимото | Тосиро Ояма      | 14.06.1991        |
| 14 | Остатки юности «Сэйсюн сукураппу» (青春スクラップ)                                       | Сатоси Нисимура   | Цунэхиса Ито     | 21.06.1991        |
| 15 | Финал 2-й гонки в Перу «Пэру: дайнисэн кэссё:» (ペルー第2戦決勝)                         | Хироюки Ито       | Митиру Симада    | 05.07.1991        |
| 16 | Концерт дружбы «Ю:дзё: но конса:то» (友情のコンサート)                                   | Такэси Асидзава   | Хироюки Хосияма  | 12.07.1991        |

## Отзывы
В 1991 году телесериал Future GPX Cyber Formula стал трёхкратным обладателем премии журнала Animage в номинациях «Лучшее аниме», «Лучший мужской персонаж» (Хаято Кадзами) и «Лучшая песня» (G-Grip — «Winners»).